# Безгин, Виталий Юрьевич
Виталий Юрьевич Безгин (укр. Віталій Юрійович Безгін; род. 18 апреля 1990 года, Евпатория, Крымская область) — украинский частный предприниматель, политик. Работает в сфере рекламы, дизайна и коммуникаций.
Народный депутат Украины IX созыва.

## Биография
Окончил факультет международной экономики и менеджмента Киевского национального экономического университета имени Вадима Гетьмана.
С 2012 по 2015 год Безгин работал креативным директором рекламного агентства SCU KYIV.
С 2016 года — эксперт Офиса эффективного регулирования BRDO.
Соучредитель и председатель ОО «Альянс действий».
Участник инициативы «Кадровый резерв Украины».

## Политическая деятельность
С 2016 по 2017 год — член бюро Киевской городской партийной организации «Демократического альянса». Был членом правления партии (2017—2018).
Кандидат в народные депутаты от партии «Слуга народа» на парламентских выборах 2019 года, № 77 в списке. На время выборов: эксперт по коммуникациям и дизайну Офиса эффективного регулирования, беспартийный. Проживает в Киеве.
Член Комитета Верховной Рады по вопросам организации государственной власти, местного самоуправления, регионального развития и градостроительства, председатель подкомитета по вопросам административно-территориального устройства.
7 декабря 2020 года включён в список украинских физических лиц, против которых российским правительством введены санкции.